# Gruczoł cementowy
Gruczoł cementowy – parzysty gruczoł występujący pod językiem jaskółek i jerzyków, wytwarzający wydzielinę, którą ptaki te wykorzystują do budowy gniazda.